# 诗华日报
诗华日报（英語：See Hua Daily News），马来西亚的一家综合性中文报纸，总社设在诗巫，在斗湖、美里、古晋、亚庇有分社，是東馬較具影響力的華文報紙。根据馬來西亞刊物稽查局統計，每日報份淨銷量為東馬之冠。
诗华日报是大马华文报中历史较久的一家报纸，1952年4月1日在诗巫创刊时（一说在古晋创刊）仅属于地方性报纸，每日出版两大张。后来逐渐扩充内容和张数，且发行范围也涵盖到砂拉越、沙巴及汶莱，由一家地方性报纸发展成为婆罗洲的报纸。现在每日发行12大张共48版，涵盖政治、经济、论坛、体育、影视、副刊等，是一家综合性报纸。
2001年由啟德行集團接手後，除了出版中文版外，還出版英文版《馬來日報》、馬來文版《婆羅洲郵報》，成為面向全社會、跨族群的媒體。
詩華報業周邊產品：《小樂園》兒童月刊、《豆苗》學生週刊、《自然與健康》/《婆羅洲風采》週刊、《樂》周刊、《足球王》周刊、詩華資訊（電子網站）、Borneo Post online。

## 啟德行報業集團
詩華報業為馬來西亞商業巨擘啟德行集團10大業務的其中一個領域。啟德行旗下傳媒領域包括出版3份中文報、2份英文報及1份馬來文報。
- 中文報：
  - 《詩華日報》，1952年創刊，東馬第一大報。
  - 《新華日報》，於砂拉越州民都魯及詩巫發行。
  - 《東方日報》，於首都吉隆坡發行，為西馬成長最快速日報。
  - 《資匯》中文財經週刊.
- 英文報：《The Borneo Post》、《The Sunday Post》，東馬發行量最大英文日報及周日報。
- 馬來文報：《Utusan Borneo》，東馬發行量最大馬來文報，其中砂拉越州版本附加伊班文版，沙巴州版本附加卡達山文版。